# Zatypota arizonica
Zatypota arizonica là một loài tò vò trong họ Ichneumonidae.